# Satou

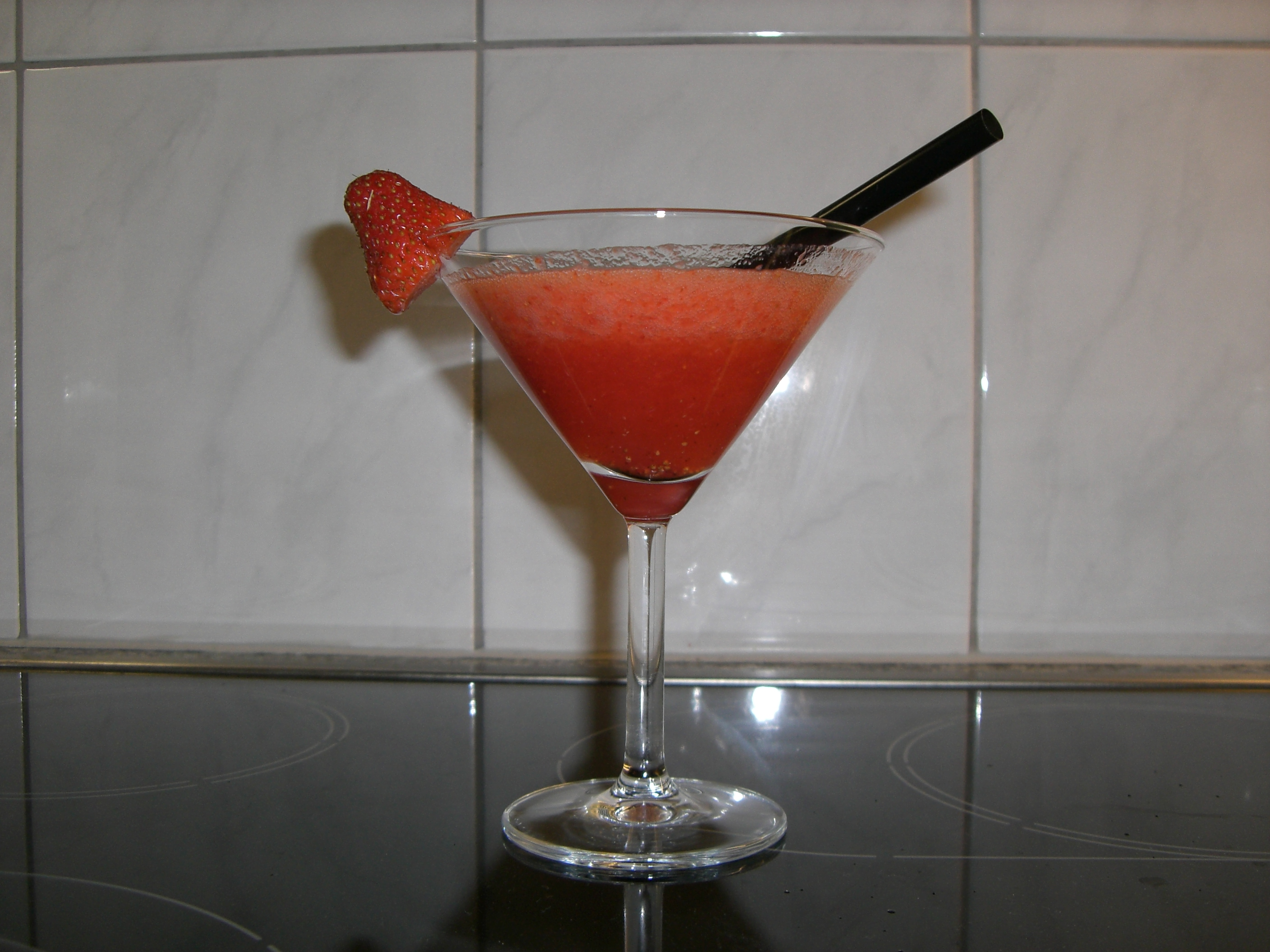
Satou au fraise

Le satou est une préparation culinaire d'origine roumaine qui ressemble à un sabayon.

## Préparation et consommation
Le satou est obtenu en incorporant du vin moelleux à des jaunes d’œufs accompagnés de sucre. Cette incorporation se fait au fouet, sur un bain-marie, jusqu’à obtenir une préparation mousseuse et parfumée. Le satou est servi chaud ou tiède.
Le satou est destiné à accompagner des dés de fruits.